# Stazione di Goi
La stazione di Goi (五井駅?, Goi-eki) è una stazione ferroviaria situata nella città di Ichihara, nella prefettura di Chiba in Giappone, ed è servita dalla linea linea Uchibō della JR East e dalla linea Kominato della Ferrovia Kominato, della quale è capolinea.

## Linee
East Japan Railway Company
■ Linea Uchibō
Ferrovia Kominato
■ Linea Kominato

## Struttura
La stazione è dotata di due marciapiedi a isola, uno per ciascuno dei due operatori che utilizzano la stazione. 
La biglietteria presenziata è aperta dalle 6 alle 19, e sono presenti servizi igienici e tornelli di accesso automatici ai binari.
| 1   | ■ Linea Uchibō   | per Soga, Chiba e Tokyo                          |
| 2   | ■ Linea Uchibō   | per Sodegaura, Kisarazu, Tateyama e Awa-Kamogawa |
| 3-4 | ■ Linea Kominato | per Kazusa-Kawama, Yōrōkeikoku e Kazusa-Nakano   |

## Stazioni adiacenti
| «              | Servizio      | »               |
| Linea Uchibō   | Linea Uchibō  | Linea Uchibō    |
| -------------- | ------------- | --------------- |
| Yawatajuku     | Locale Rapido | Anegasaki       |
| Linea Kominato |               |                 |
| Capolinea      | Locale Rapido | Kazusa-Murakami |